# Gradski Stadion Subotica
 (avril 2025).
Le stade municipal Subotica (en serbe cyrillique : Градски стадион Суботица, et en serbe latin : Gradski Stadion Subotica), est un stade de football situé à Subotica, en Serbie.

## Histoire
Le stade accueille des matchs du championnat d'Europe des moins de 18 ans en 1986.